# Kin no unko

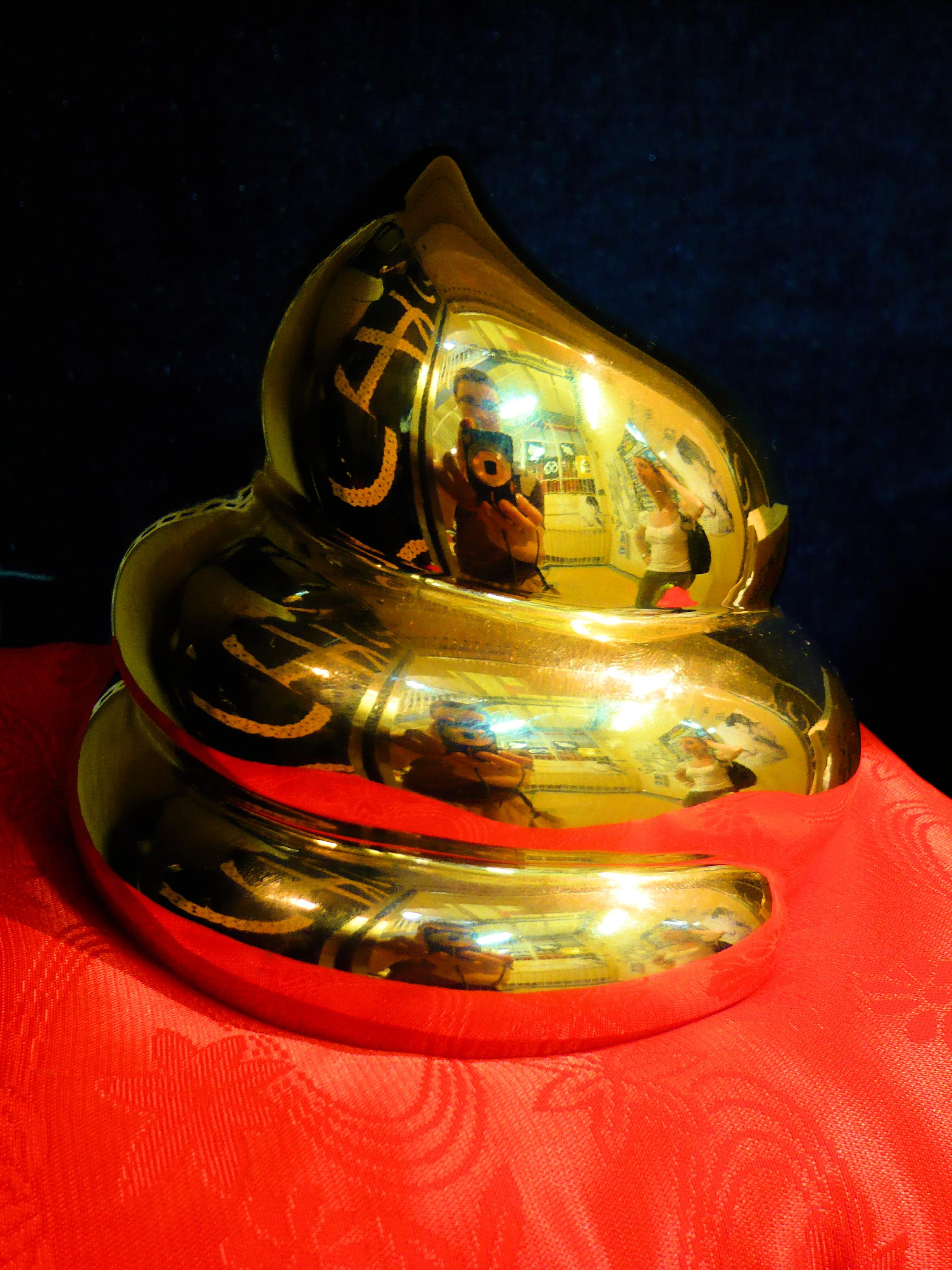
Kin no unko

Kin no unko (jap. 金のうんこ złota kupka) – japoński talizman. Nazwa talizmanu i jego wygląd mają wywoływać efekt humorystyczny, jako że słowo unko może oznaczać zarówno dziecko szczęścia (jap. 運子), jak i kupkę (jap. うんこ).　Kin no unko wykonane są z porcelany pokrytej 24 karatowym złotem. Ceny produktu wahają się od 105 jenów za małą kupkę do 2100 jenów za dużą kupę na jedwabnej, czerwonej poduszce. Od 2000 roku kin no unko osiągnęło ogromny sukces na rynku. Sprzedano ponad 2,5 mln takich talizmanów Na pomysł projektu wpadł w 1999 roku prezes firmy Ryuukodou, pragnąc zaoferować Japończykom tani produkt przywołujący uśmiech na twarzy w czasach recesji.